# Вадим Пістрінчук
Вадим Пістрінчук (нар. 24 лютого 1981 року) — політик з Республіки Молдова, колишній депутат Парламенту Республіки Молдова від 9-го законодавчого збору .

## Професійна діяльність
З 2002 року по теперішній час він є викладачем Державного університету Молдови, факультету соціології та соціальної роботи.

## Політична діяльність
З 2009 по 2011 рік він був заступником міністра праці, соціального захисту та сім'ї, а з 2011 по 2013 рік - радником прем'єр-міністра Влада Філата  , у сфері реформування державного управління. З березня 2012 року він є віце-президентом Ліберально-демократичної партії Молдови.
На парламентські вибори в Республіці Молдова в листопаді 2014 балотувався на посаду депутата з 8-го місця в списку кандидатів від ЛДПМ, отримавши таким чином мандат депутата в Парламент Республіки Молдова 20-го законодавчого збору.